# C. Bertelsmann Verlag
Der C. Bertelsmann Verlag ist ein deutscher Buchverlag mit Sitz in München. Er wurde 1835 von Carl Bertelsmann in Gütersloh gegründet. Der C. Bertelsmann Verlag ist Keimzelle des Bertelsmann-Konzerns und gehört heute zur Penguin Random House Verlagsgruppe. Das Programm umfasst anspruchsvolle Unterhaltungsliteratur und literarische Werke sowie Sachbücher aus den Bereichen Geschichte, Politik, Kultur und Naturwissenschaften.

## Geschichte

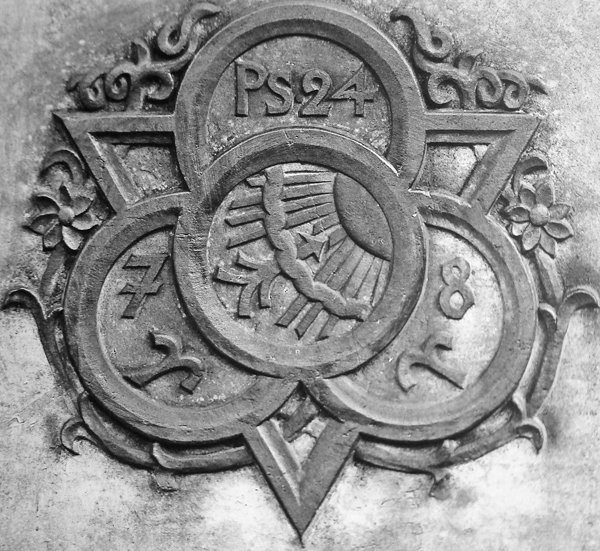
Firmensignet des C. Bertelsmann Verlags auf der Grabstätte Carl Bertelsmanns in Gütersloh

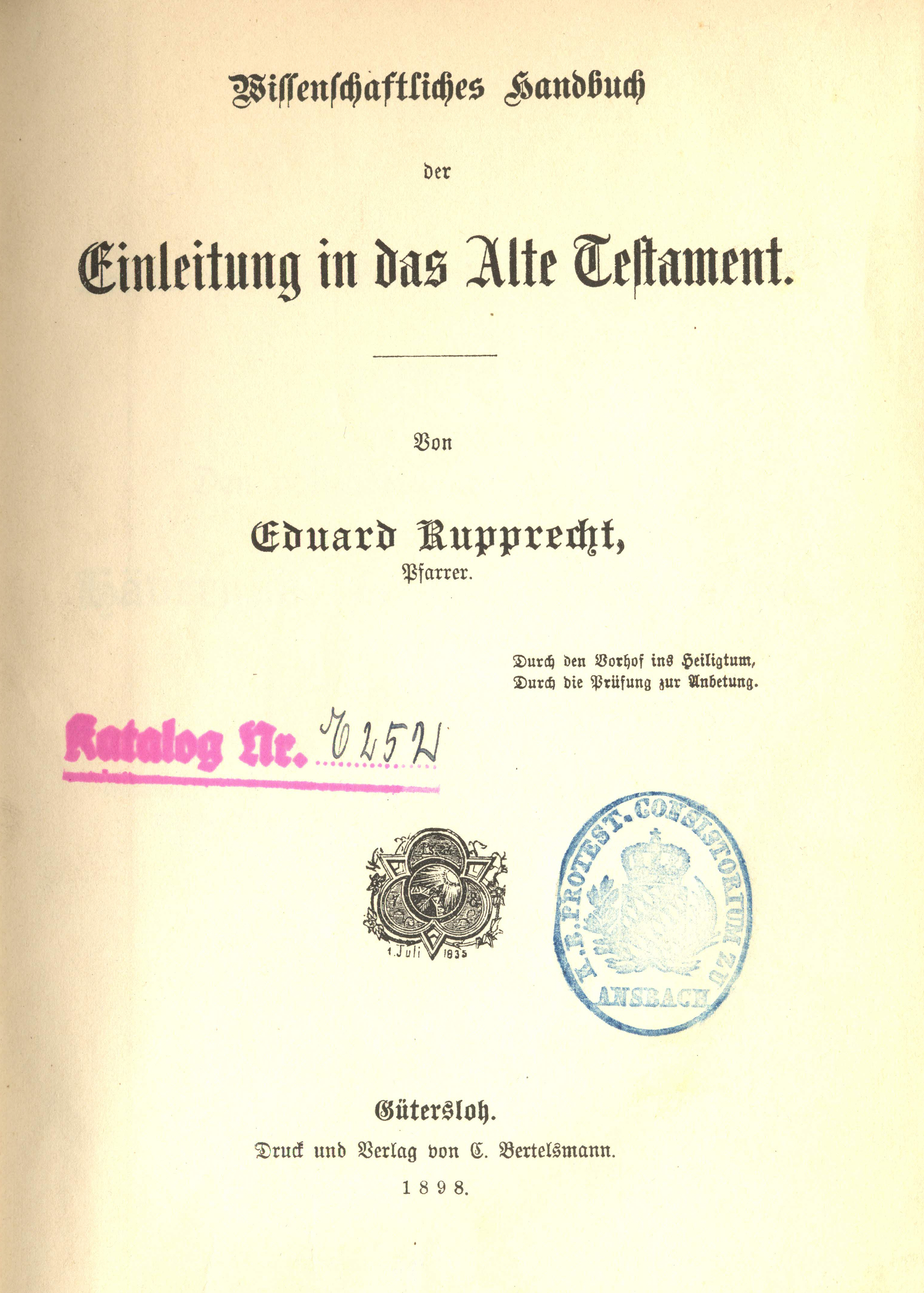
Beispiel eines theologischen Buches, das Ende des 19. Jahrhunderts im C. Bertelsmann-Verlag herausgegeben wurde: Eduard Rupprechts Einleitung in das Alte Testament von 1898

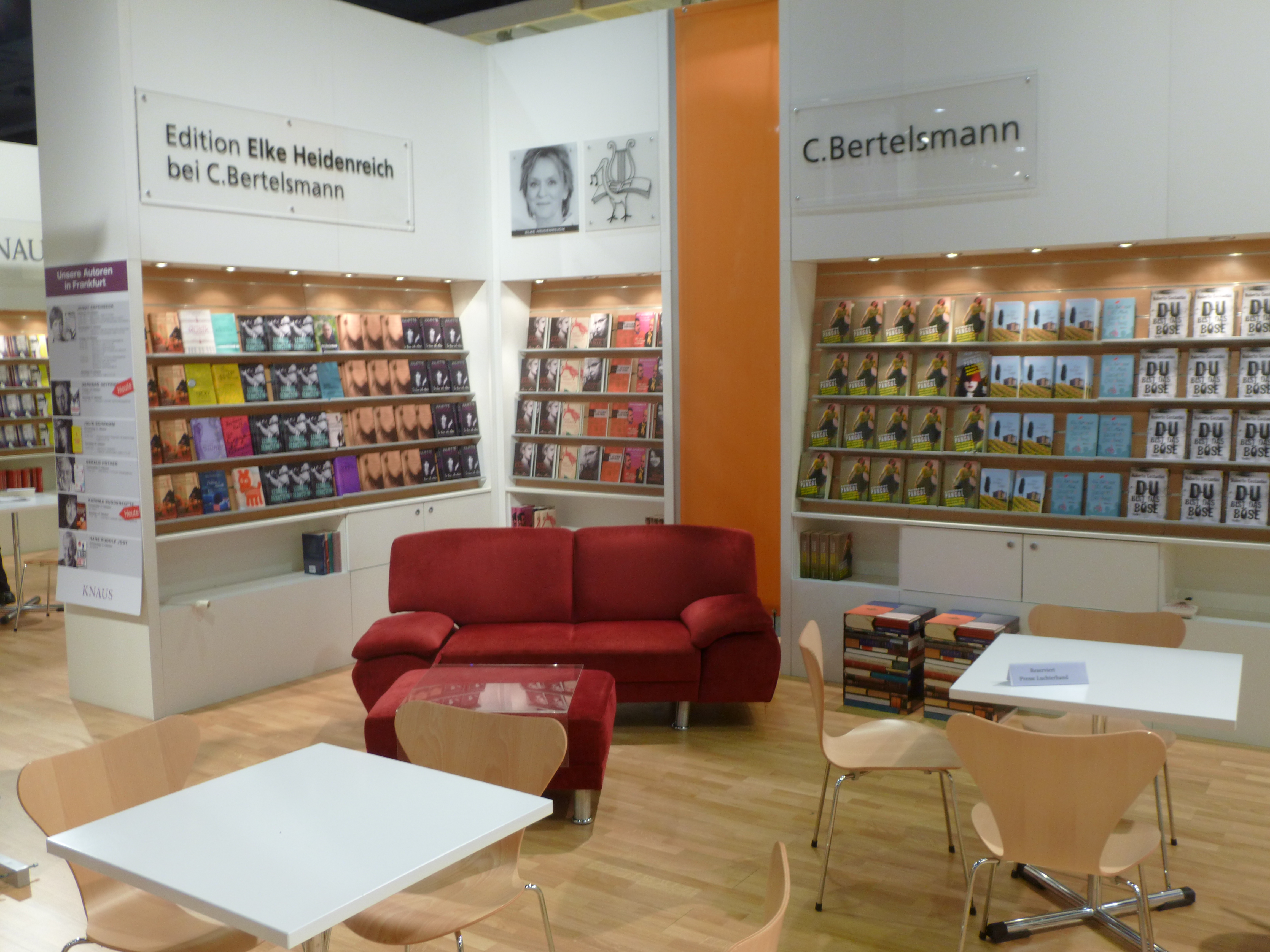
Stand des Verlags auf der Frankfurter Buchmesse 2012

1835 gründete Carl Bertelsmann in Gütersloh einen Verlag für religiöse Schriften. Zuvor hatte er bereits 1819 eine Buchbinderei und 1824 eine Steindruckerei eingerichtet. Im Gegensatz zur Konkurrenz veröffentlichte der C. Bertelsmann Verlag Bücher nicht nur für das Bürgertum, sondern eine breite Öffentlichkeit. Nach dem Tod Carl Bertelsmanns 1850 übernahm sein Sohn Heinrich Bertelsmann den Verlag. Er erweiterte das Programm um Belletristik und Sachbücher.
1896 wurde Heinrich Bertelsmanns Schwiegersohn Johannes Mohn  alleiniger Inhaber des C. Bertelsmann Verlags. Er betonte wieder stärker religiöse Themen. Ende des 19. Jahrhunderts beschäftigte der C. Bertelsmann Verlag rund 70 Mitarbeiter.
1921 übernahm mit Heinrich Mohn die vierte Generation der Familie den C. Bertelsmann Verlag. Nach Ende der Inflation der 1920er Jahre, während der man den Geschäftsbetrieb zeitweise einstellen musste, wurde der C. Bertelsmann Verlag organisatorisch und technisch modernisiert und das Programm insbesondere im Bereich der Unterhaltungsliteratur erweitert. Bei seinem 100-jährigen Bestehen 1935 beschäftigte der Verlag rund 150 Mitarbeiter.
In den 1930er Jahren erschienen preiswerte Titel in hoher Auflage als „Bertelsmann Volksausgaben“. In den folgenden Jahren erhielten auch völkisch-nationale Themen mehr Bedeutung. Die ab 1934 erschienenen Kriegserlebnisbücher waren kommerziell erfolgreich, darunter zum Beispiel Werner von Langsdorffs „Fliegerbuch“. Im Dritten Reich entwickelte sich der C. Bertelsmann Verlag schließlich zum größten Lieferanten der Wehrmacht.
Nach dem Zweiten Weltkrieg übernahm Reinhard Mohn den C. Bertelsmann Verlag. 1947 erteilten die Alliierten eine Verlagslizenz. Mit Gründung des Bertelsmann Leserings begann 1950 der kommerzielle Wiederaufstieg. Ab 1959 erschien theologische Literatur ausgegliedert im Gütersloher Verlagshaus, der C. Bertelsmann Verlag konzentrierte sich auf Fach- und Sachbücher. 1968 bündelte der Bertelsmann-Konzern seine Buchverlage in der Verlagsgruppe Bertelsmann. Der C. Bertelsmann Verlag wurde als selbstständiger Verlag des neuen Unternehmens weitergeführt.
1972 verlegte die Verlagsgruppe ihren Sitz von Gütersloh nach München. Zu den Programmchefs von C. Bertelsmann in München gehörte etwa der Lektor, Übersetzer und Schriftsteller Hans A. Neunzig (* 1932 in Meißen), der von 1974 bis 1982 die ebenfalls in München ansässige Nymphenburger Verlagshandlung geleitet hat. Nach Übernahme des US-amerikanischen Verlags Random House wurde 2001 die Verlagsgruppe Bertelsmann in Verlagsgruppe Random House umbenannt. 2011 gründete C. Bertelsmann unter dem Namen carl’s books einen weiteren Verlag für Paperback-Ausgaben.

## Kritik
Als in den 1990er Jahren kritische Fragen zur Rolle des C. Bertelsmann Verlags während der Zeit des Nationalsozialismus gestellt wurden, ließ der Bertelsmann-Konzern diese von einer Unabhängigen Historischen Kommission (UHK) untersuchen. Diese wurde von den Historikern Saul Friedländer und Norbert Frei, dem Theologen Trutz Rendtorff und dem Literaturwissenschaftler Reinhard Wittmann geleitet. Sie veröffentlichten 2002 ihren Abschlussbericht, der dazu führte, dass anschließend im Handelsblatt ein Beitrag unter der Überschrift Bertelsmann-Chef zeigt Reue erschien.